# Morti nel 1482
| Questa pagina contiene informazioni ricavate automaticamente dalle voci biografiche con l'ausilio del template Bio e di un bot. L'aggiornamento è periodico e automatico e ricostruisce completamente la pagina. Se manca una persona in questa lista, sei pregato di non aggiungerla, ma accertati piuttosto che la sua voce biografica contenga il template Bio e che i dati anagrafici siano correttamente compilati. Se il template Bio manca, inseriscilo tu stesso o, in alternativa, metti l'avviso {{tmp\|Bio}} che ne segnala la mancanza. Se i dati riportati sono sbagliati, correggi direttamente la voce biografica; le modifiche saranno visibili in questa lista entro pochi giorni. Per chiarimenti vedi il progetto biografie. La lista contiene solo le 50 persone che sono citate nell'enciclopedia e per le quali è stato implementato correttamente il template Bio. Pagina aggiornata al 2 mag 2025. |

- 9 febbraio - Galeotto II del Carretto, marchese (n. 1452)
- 20 febbraio - Luca della Robbia, scultore, ceramista e orafo italiano (n. 1400)
- 27 marzo - Maria di Borgogna, duchessa (n. 1457)
- 28 marzo - Lucrezia Tornabuoni, poetessa italiana (n. 1427)
- 3 aprile - Massimo III di Costantinopoli, arcivescovo ortodosso greco
- 7 maggio - Diether von Isenburg, vescovo cattolico tedesco (n. 1412)
- 10 maggio - Paolo dal Pozzo Toscanelli, matematico, astronomo e cartografo italiano (n. 1397)
- 4 giugno - Pacifico da Cerano, teologo italiano
- 13 giugno - Basarab IV Țepeluș cel Tânăr, principe
- 1º luglio - Alfonso Carrillo de Acuña, arcivescovo cattolico e politico spagnolo (n. 1413)
- 7 luglio - Marino di Fregeno, teologo e vescovo cattolico italiano
- 25 luglio - Guglielmo di Brunswick-Lüneburg, duca
- 28 luglio - Diotisalvi Diotisalvi, politico italiano (n. 1403)
- 4 agosto - Antonio Loredan, nobile (n. 1420)
- 6 agosto - Giovanni II di Brosse, nobile francese
- 8 agosto - Francesco II del Balzo, nobile italiano (n. 1410)
- 8 agosto - Margaret Beauchamp di Bletso, nobile inglese
- 10 agosto - Amedeo da Silva, religioso portoghese
- 22 agosto - Matilde del Palatinato, nobile e mecenate tedesca (n. 1419)
- 25 agosto - Margherita d'Angiò, nobile (n. 1430)
- 25 agosto - Protasio di Boskovic e Černahora, umanista, diplomatico e vescovo cattolico ceco
- 25 agosto - Sagramoro Sagramori, vescovo cattolico e diplomatico italiano (n. 1424)
- 25 agosto - Amuratte Torelli, condottiero italiano
- 30 agosto - Luigi di Borbone, vescovo cattolico francese (n. 1438)
- 1º settembre - Pier Maria II de' Rossi, condottiero italiano (n. 1413)
- 10 settembre - Roberto Malatesta, condottiero italiano (n. 1440)
- 10 settembre - Federico da Montefeltro, condottiero e duca italiano (n. 1422)
- 17 settembre - Guglielmo III di Sassonia, principe tedesco (n. 1425)
- 21 settembre - Georg Hesler, cardinale tedesco (n. 1427)
- 22 settembre - Filiberto I di Savoia, duca (n. 1465)
- 24 settembre - Richard Puller de Hohenbourg, nobile e cavaliere svizzero (n. 1454)
- 26 settembre - Cristoforo Nicelli, giurista italiano (n. 1389)
- 25 ottobre - Pietro II di Lussemburgo-Saint-Pol, nobile francese (n. 1448)
- 18 novembre - Gedik Ahmet Pascià, politico e militare ottomano
- 1º dicembre - Antonio Bonfadini, francescano italiano
- Raimondo Epifanio, pittore italiano (n. 1440)
- Giovanni Garbagnate, italiano (n. 1426)
- Giacomo II di Gerusalemme, arcivescovo ortodosso bizantino
- Giovanni di Paolo, pittore italiano
- Hugo van der Goes, pittore fiammingo
- Danese Maineri, ingegnere militare italiano
- Cola Montano, umanista italiano
- Jacopo della Sassetta, nobile e condottiero italiano
- Jacopo Orsini, nobile italiano (n. 1424)
- Pietro da Bergamo, teologo italiano
- Simone da Lipnica, presbitero polacco
- Giovanni Solari, architetto e ingegnere italiano (n. 1400)
- Giovanna di Valois, principessa francese (n. 1435)
- Mathieu d'Escouchy, scrittore francese (n. 1420)
- Luigi di Savoia, conte di Ginevra, nobile italiano (n. 1436)